# یون دیچیسانو
یون دیچیسانو (رومانیایی: Ion Dichiseanu؛ (زادهٔ ۲۰ اکتبر ۱۹۳۳ – درگذشتهٔ ۲۰ مهٔ ۲۰۲۱) نویسنده و بازیگر تئاتر، سینما و تلویزیون اهل رومانی بود.
از فیلم‌ها یا مجموعه‌های تلویزیونی که وی در آن‌ها نقش داشت، می‌توان به انتقام، لحظه، رز زرد، بازمانده، سکس بدفرجام یا پورن جنون‌آمیز،پنداره‌ها ۱۹۰۰، والس تایتانیک و بادبان‌های برافراشته اشاره نمود.